# Athens megye
Athens megye az Amerikai Egyesült Államokban, azon belül Ohio államban található. Megyeszékhelye és legnagyobb városa Athens. Lakosainak száma 62 431 fő (2020. április 1.). Athens megye Perry, Meigs, Hocking, Vinton, Morgan, Washington és Wood megyékkel határos.

## Népesség
A megye népességének változása:
| Lakosok száma | 65 198 | 65 067 | 64 489 | 64 681 | 65 886 | 62 431 |
|               | 2010   | 2011   | 2012   | 2013   | 2015   | 2020   |